# Oddział Kosynierów z Bieździedzy
Oddział Kosynierów z Bieździedzy – powstał na początku XIX wieku, w latach między 1812 a 1815 rokiem.
Powołany został przez „chłopów żołnierzy-powstańców kościuszkowskich” do podtrzymywania tradycji: insurekcji kościuszkowskiej; oręża króla Jana III Sobieskiego tzw. „Wiktorii Wiedeńskiej”; oręża króla Stefana Batorego tzw. piechoty wybranieckiej.
Istniał do lat 60. XIX wieku, kiedy zaniechano jego tradycji.
Reaktywowany został w 1893 roku przez miejscowego proboszcza ks. Stanisław Boczara.

## Dowody materialne powstania oddziału
- dwa miecze, wbite w koronę 700-letniego dębu rosnącego obok zabytkowego kościoła w Bieździedzy dla upamiętnienia udziału miejscowego szlachcica w wiktorii wiedeńskiej;
- sztandar fundowany przez Polaków–emigrantów ze Stanów Zjednoczonych i przysłany dla Oddziału Kosynierów w 1904 roku z napisem jako dewiza sztandarowa: „Gwardia Kozaków Polskich Stefana Batorego pod opieką NMP. Wiara i ojczyzna – październik 1904 r. Carnegie, Pensylwania USA” – wdzięczność za patriotyczną działalność oddziału od połowy XIX wieku;

## Skład i liczebność oddziału
- Dowódca – komendant oddziału[1]
- Poczet sztandarowy – dowódca pocztu, chorąży, asysta
- Kosynierzy - od 26 do 30 kosynierów

Broń (kosy, szable) i umundurowanie kosynierzy przechowują we własnych domach.

## Umundurowanie i wyposażenie oddziału
- biała sukmana tzw. „płótniak”
- bluza-koszula (czarna lub biała) przepasana pasem (kosynierzy)
- bluza-koszula czerwona przepasana pasem (komendant)
- pas z rapciami (komendant)
- spodnie białe w czerwone i białe pionowe pasy wpuszczane w buty
- czapka czerwona rogatywka z piórami i paskiem pod brodę
- buty skórzane czarne z cholewami
- broń kosyniera – kosa bojowa
- broń komendanta – szabla z pochwą, tzw. „kościuszkówka”[2]
- sztandary
- trąbka
- konie (oddział zasadniczo występował pieszo, ale w historii oddziału znane są uroczyste asysty na koniach).

## Tradycje-kontynuacja
- W 1893 roku przemyskiego biskupa pomocniczego, Glazara, podczas wizytacji, przywitała:„...strojna bandera składająca się z 60 jeźdźców, straż honorową pełnił 24-osobowy oddział kosynierów...”[3]
- Od 1945 kosynierzy pełnią swoją tradycyjno–patriotyczną służbę przy Grobie Chrystusa, jako Straż grobowa oraz uświetniają obecnością różne święta kościelne (Wielkanoc i Boże Ciało) oraz imprezy regionalne. Od wielu lat biorą udział w cyklicznej ogólnopolskiej imprezie „Podkarpacka Parada Straży Grobowych Turki idą”[4], której celem jest podtrzymywanie tradycji i zwyczajów Wielkanocnych Straży Grobu Pańskiego;
- 11 listopada 2002 roku w Bieździedzy – uroczystość w ramach obchodów Narodowego Święta Niepodległości, Oddział Kosynierów otrzymał nowy sztandar. Uroczystość ta uświetniła 208 rocznicę powstania Oddziału Kosynierów im. Tadeusza Kościuszki. W uroczystości uczestniczyła delegacja „Racławickiego Towarzystwa Kulturalnego”, którego prezes, inż. Eugeniusz Skoczeń wręczył Oddziałowi Kosynierów medal Bartosza Głowackiego, pierwszego kosyniera–legendy. Medal odebrał najstarszy 81-letni kosynier-komendant Stefan Skocz.
- W 2002 roku Gmina Kołaczyce otrzymała granty do projektu „Ochrona, promocja folkloru, obrzędów ludowych”, z Fundacji Karpaty-Polska, której celem było uszycie nowych mundurów dla kosynierów.